# (9848) Yugra
(9848) Yugra est un astéroïde de la ceinture principale.

## Description
(9848) Yugra est un astéroïde de la ceinture principale. Il fut découvert le 26 août 1990 à Naoutchnyï par Lioudmila Jouravliova. Il présente une orbite caractérisée par un demi-grand axe de 2,38 UA, une excentricité de 0,23 et une inclinaison de 1,2° par rapport à l'écliptique.

## Compléments